# Schilderswijk (Den Haag)

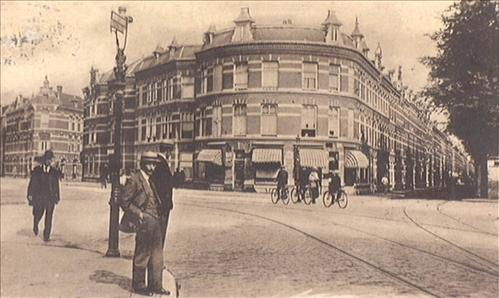
Vaillantlaan, Schilderswijk in 1925

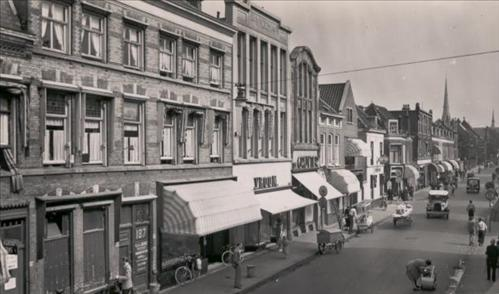
Hoefkade, Schilderswijk in 1930

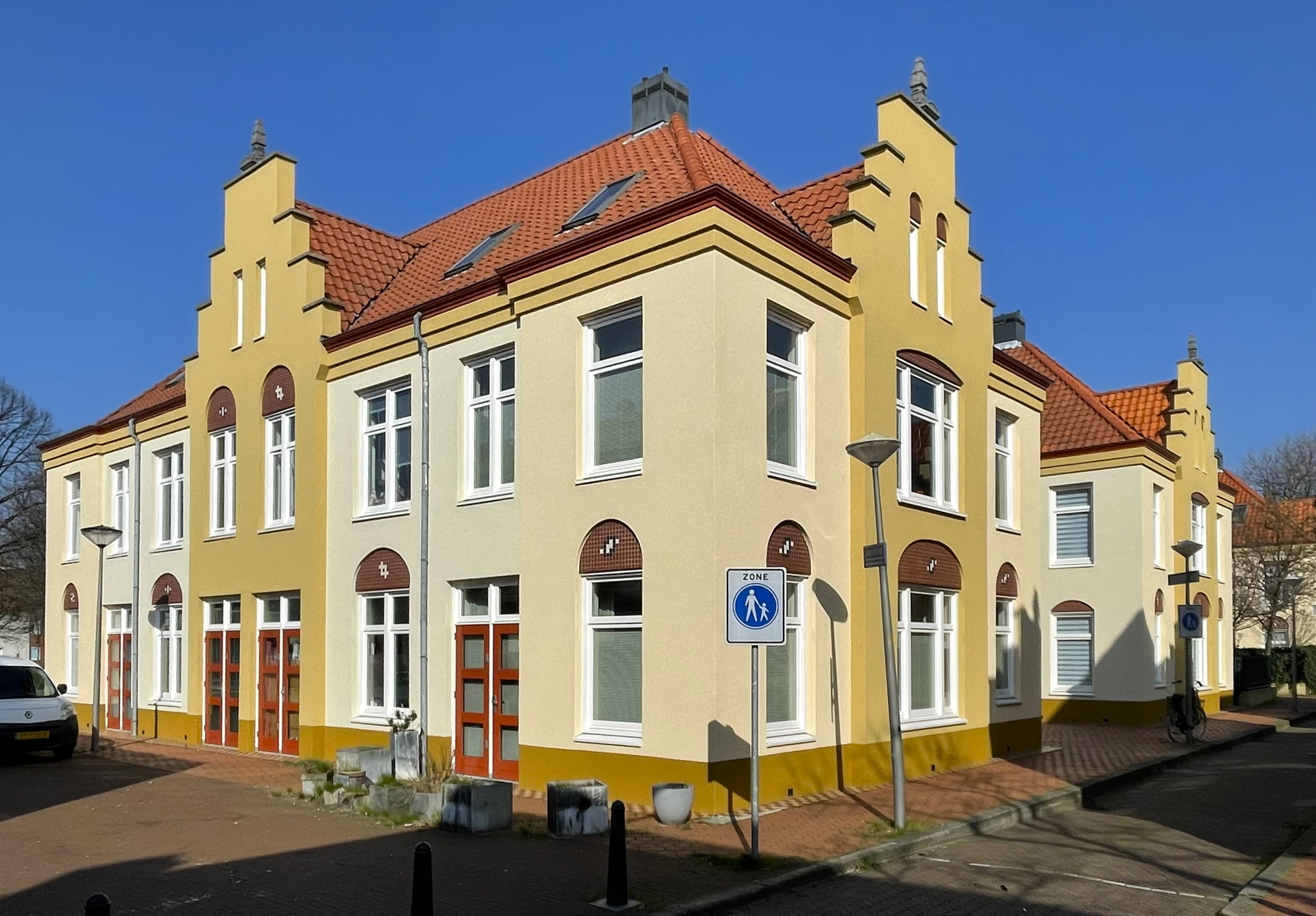
Het Fort, 1890

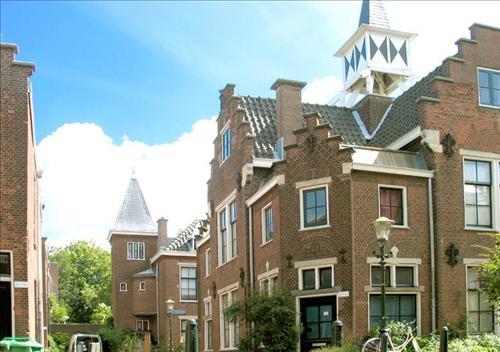
Van Ostadewoningen bij de Jacob Catsstraat, nu het 'Wijnand Esserhof'. Het hof is gebouwd in 1886-1898 door joodse inwoners van Den Haag, Schilderswijk

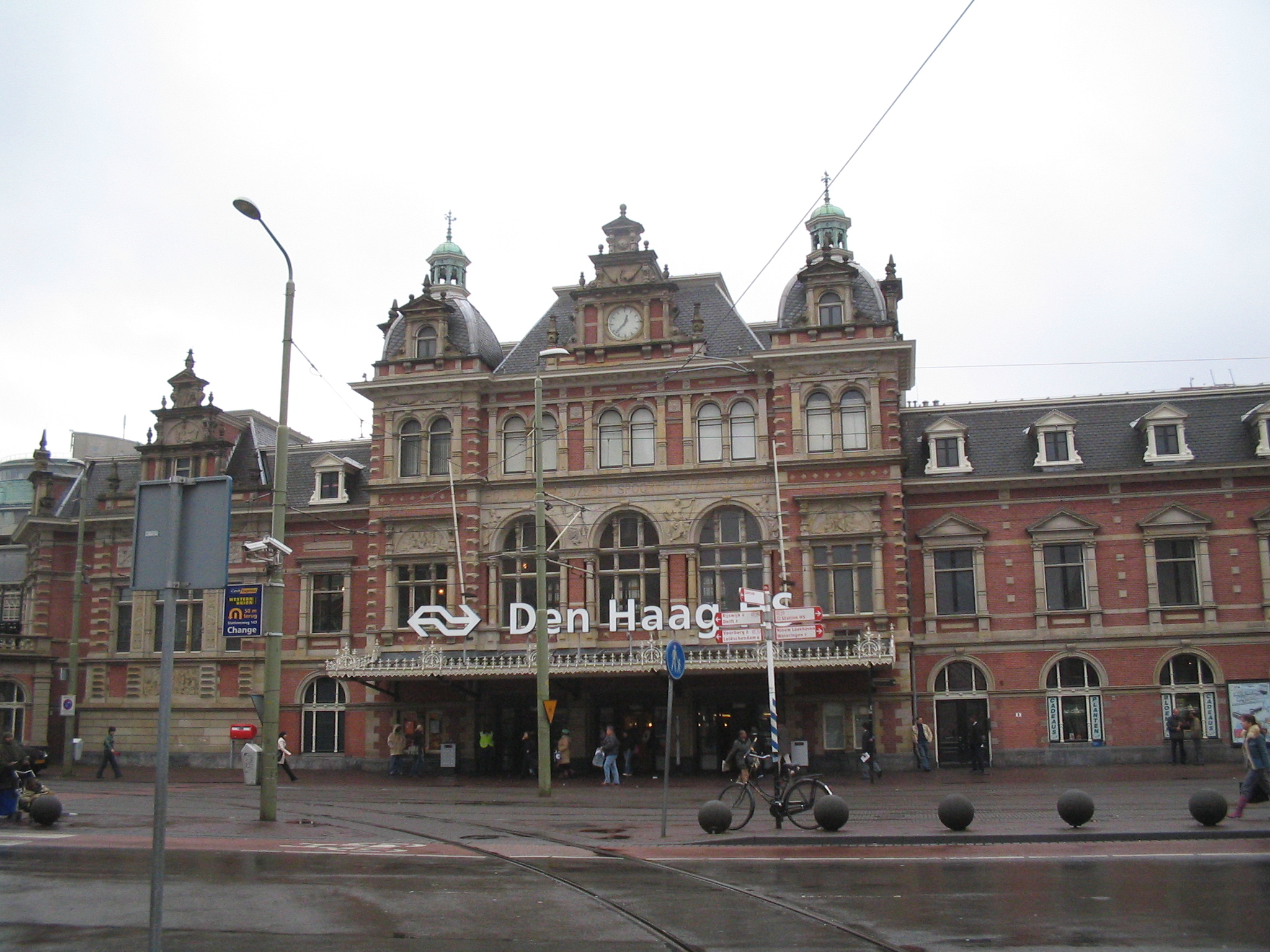
Station Hollands Spoor (1843) aan het Stationsplein, rand Schilderswijk

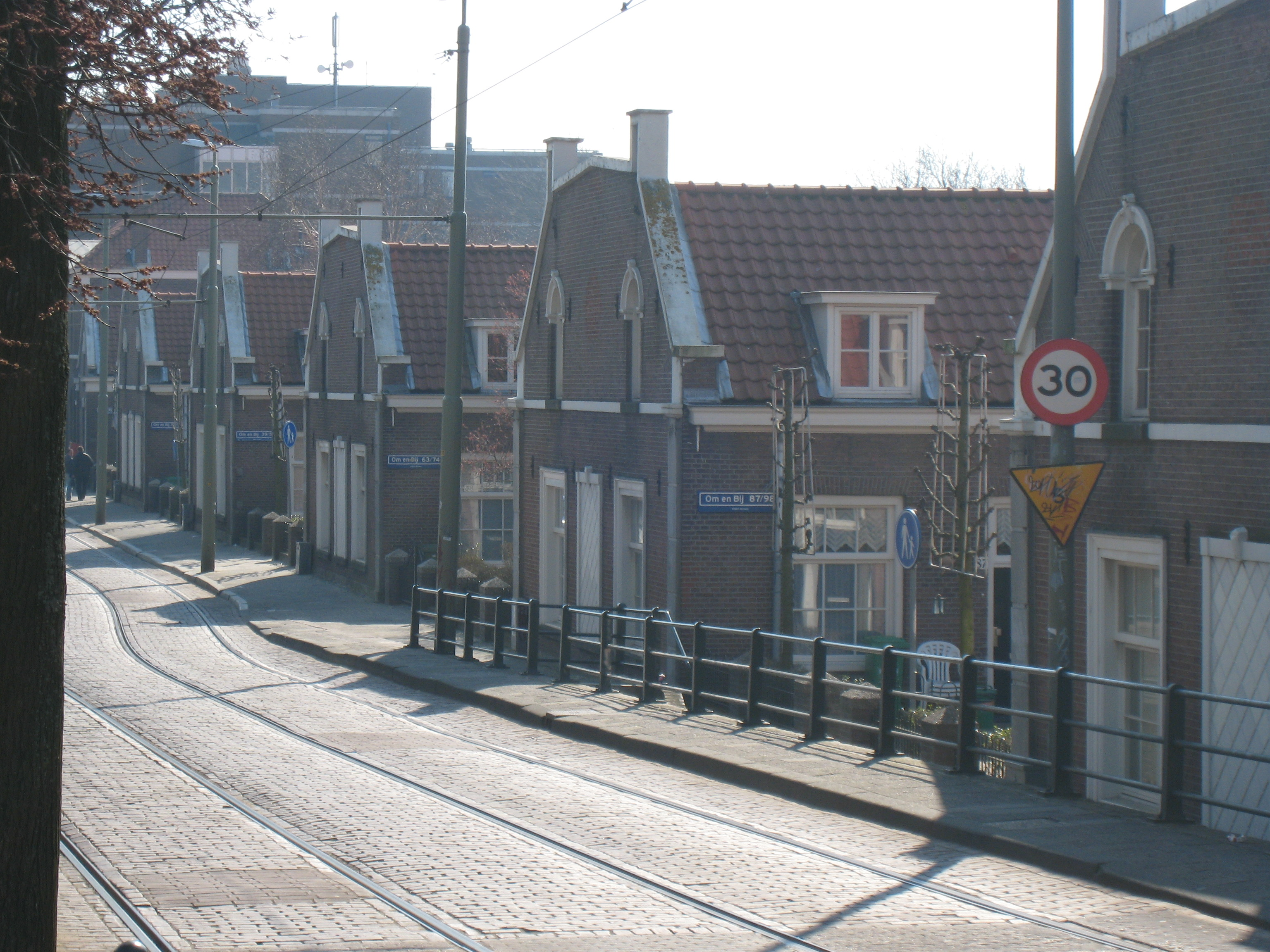
Om en Bij langs het spoor van tram 6

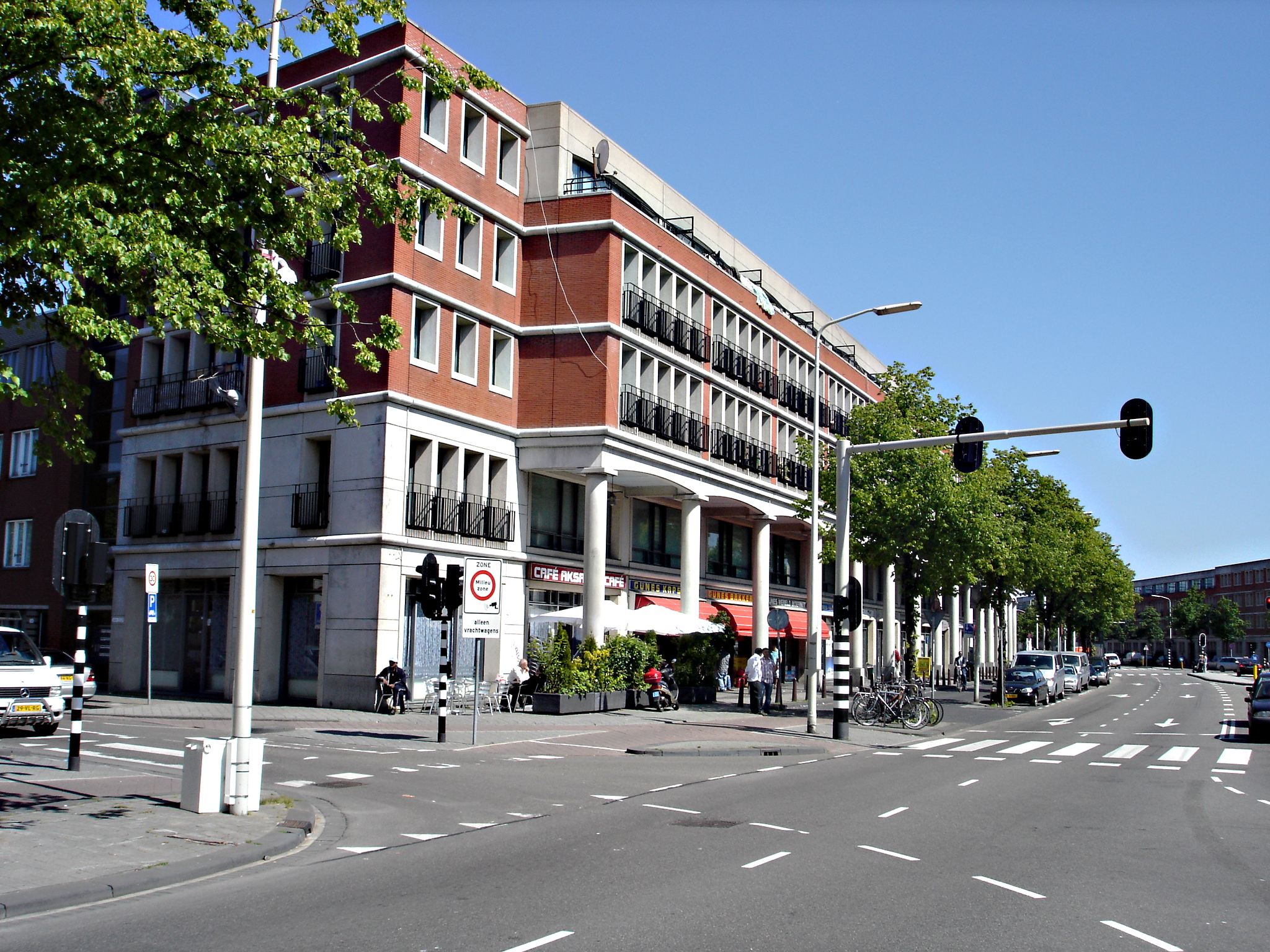
Nieuwbouw Vaillantlaan, zgn. Stortenbekerboog, in 2010

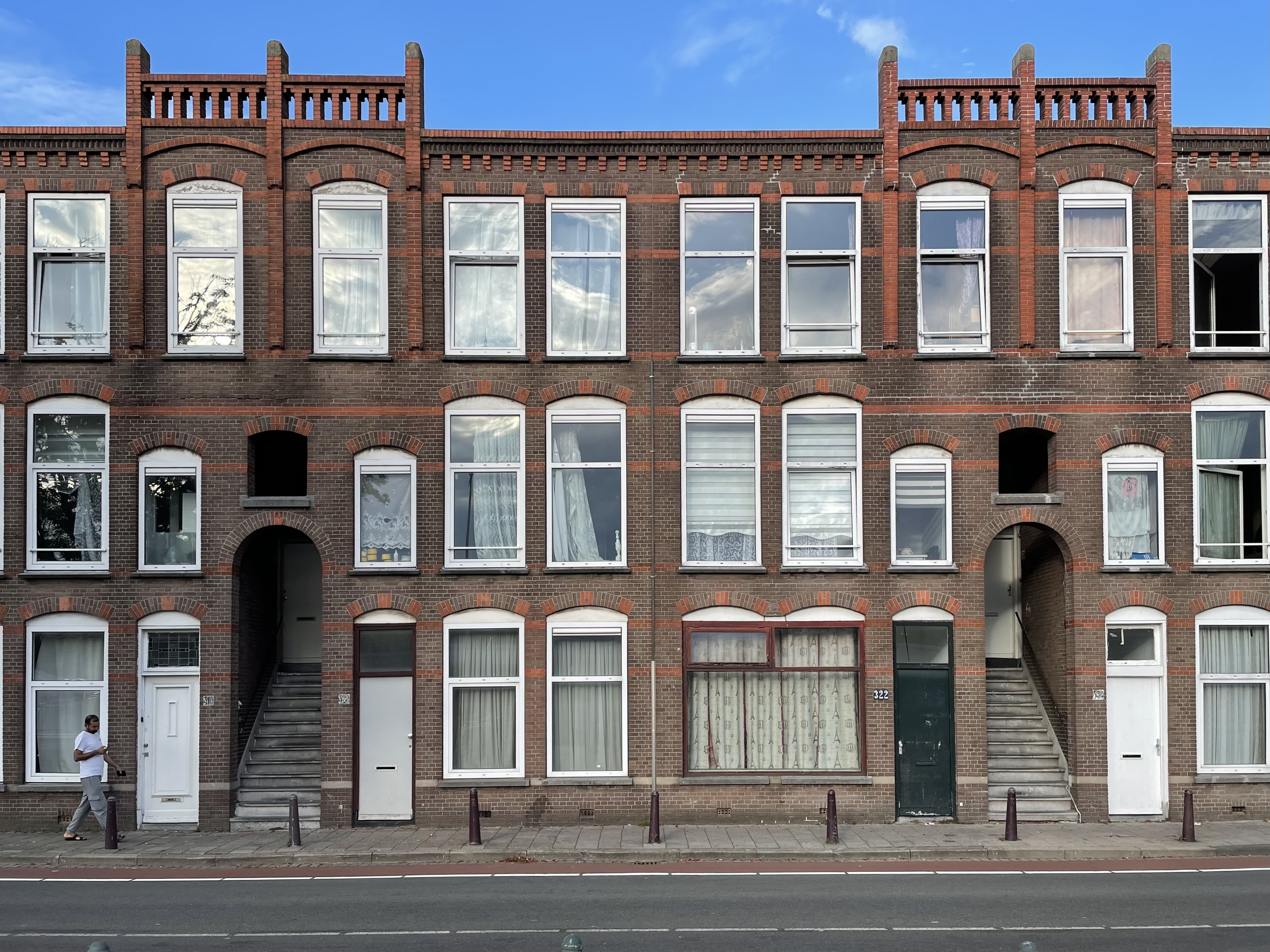
Woonblok uit 1911

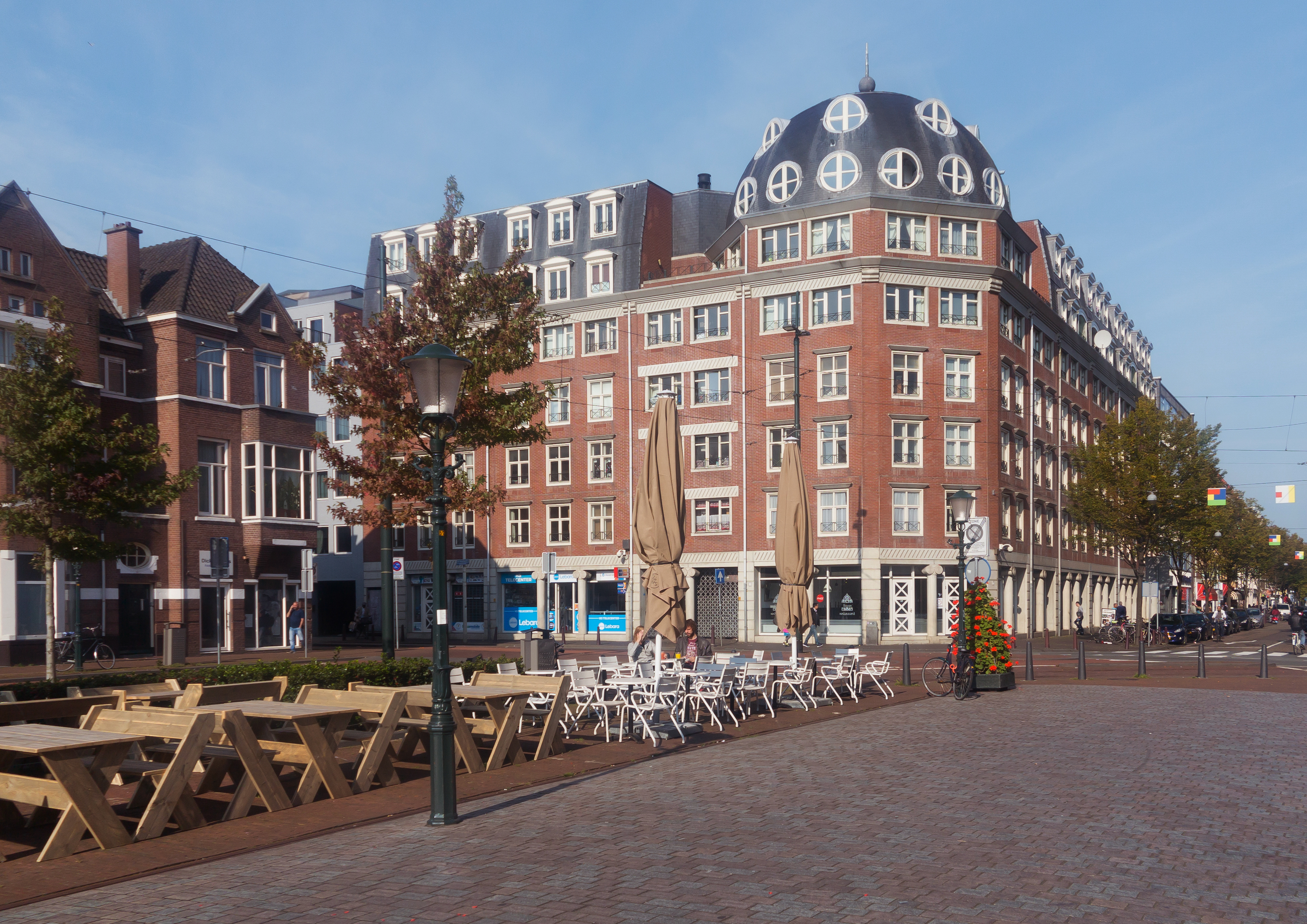
Straatzicht Hoefkade-Stationsweg-Oranjelaan

De Schilderswijk (ook Schildersbuurt) is een wijk in het centrum van Den Haag.
De Schilderswijk wordt omringd door de wijken Laakkwartier en Spoorwijk, Groente- en Fruitmarkt, Transvaalkwartier, Regentessekwartier, Centrum en Stationsbuurt.

## Geschiedenis
Tot in de 19e eeuw bestond het gebied van de Schilderswijk uit weilanden (de Zusterpolder), die werden bemalen door de Zustermolen en de Gortmolen. Het gebied behoorde tot aan de Hoefkade tot het grondgebied van Rijswijk en was grotendeels onbebouwd, alleen langs de Zuidwal en het Groenewegje stonden wat huizen. In 1841 werd er een buurtje gebouwd met de naam 'het Rode Dorp'. Dit buurtje lag net buiten de rand van de toenmalige stad, het was gebouwd door de 'Maatschappij van het Nut' en bedoeld om asocialen te huisvesten en heropvoeden. In 1985 is het Rode Dorp gerenoveerd, maar deze renovatie was zo slecht uitgevoerd dat de huizen in 2010 alsnog gesloopt dreigden te worden. De verantwoordelijke Woningcorporatie Staedion besloot de huizen niet te slopen, maar op te knappen voor studentenhuisvesting. Deze renovatie is begonnen in 2011 en is inmiddels voltooid.
In 1843 werd de spoorlijn Amsterdam-Den Haag geopend en dat had consequenties voor het aangrenzende gebied. De gemeente Rijswijk had maar 2 agenten, en vond dat te weinig, en het te bouwen station te veraf gelegen. De 'grote' stad kon dat beter beheren, vonden zij. Daarom werd het gebied tot aan de Hoefkade op 7 december 1843 vrijwillig afgestaan. Rijswijk wilde er wel een jaarlijkse vergoeding van 400 gulden voor, "van Jaar tot Jaar en ten alle tijde". En zodoende betaalt Den Haag nog steeds 400 gulden=181,50 euro per jaar aan Rijswijk. Bij Station Hollands Spoor (HS) werden onder andere de Stationsweg en het Huijgenspark aangelegd, er verrezen voorname huizen. Het plan om een hele wijk te bouwen dateert uit 1862. Na de Stationsweg en het Huijgenspark werd het Oranjeplein aangelegd, een groen plein met ook weer voorname huizen. De buurt moest een buurt met allure worden, gelijk aan de Archipelbuurt. De verkoop van de huizen wilde echter niet vlotten, de gegoede burgers vonden de omgeving te drassig en waren bang om ziek te worden door het vocht.
Het was de tijd van de industriële revolutie: veel mensen trokken naar de steden om daar werk te zoeken in de nieuwe industrie. Deze arbeiders vestigden zich in de straten rond het Oranjeplein. De gemeente bemoeide zich niet met de aanleg van de nieuwe wijk en liet dat grotendeels over aan particulieren. Deze particuliere speculanten bouwden grote aantallen goedkope, slecht gebouwde woningen, de zogenaamde revolutiebouw. Er waren ook betere arbeiderswoningen, gebouwd door woningbouwverenigingen; een voorbeeld hiervan is nog te vinden aan de Van Hogendorpstraat. Met de komst van de arbeiders verloor de wijk elke aantrekkingskracht voor de beter gesitueerden, waardoor de Schilderswijk een arbeiders- of volksbuurt werd. Van de oorspronkelijke bebouwing uit het einde van de 19e en het begin van de 20e eeuw is inmiddels niet veel meer over. Vanaf de jaren zeventig van de 20e eeuw zijn veel oorspronkelijke woningen gesloopt en vervangen door nieuwbouw in het kader van stadsvernieuwing.

#### Benaming straten
Niet alle straatnamen in de Schilderswijk dragen namen van schilders. De schilders zijn merendeels geconcentreerd in het zuidelijkste deel van de wijk. Vanwege haar slechte reputatie en de mogelijk daaraan verbonden negatieve aspecten is in de jaren 1990 de Van Ravensteinstraat omgedoopt in Suze Robertsonstraat en in 2008 werd, na sloop, de Poeldijksestraat – een van Den Haags vroegere rosse buurt-straten – omgedoopt in Wolterbeekstraat.

#### Structuur wegennet en openbaar vervoer
Hoofdaders – wegen met een betekenis voor de wijk in verbinding met de andere stadsdelen – zijn de Vaillantlaan, Hobbemastraat, Van der Vennestraat, Ruysdaelstraat Hoefkade, Parallelweg/De Heemstraat/Monstersestraat en Boekhorststraat/Koningsstraat. De Vaillantlaan is onderdeel van de centrumring geworden en een belangrijke verkeersader om de binnenstad te ontlasten van doorgaand verkeer. Daardoor is de Vaillantlaan 20 tot 40% drukker geworden dan voor de uitvoering van het VerkeersCirculatiePlan (VCP). De luchtvervuiling is navenant toegenomen. Het meest gevaarlijke kruispunt van Den Haag, ondanks verkeerslichten, lag bij de kruising van de Vaillantlaan en de Parallelweg, in de volksmond "De Put" genoemd. Sinds de grootscheepse renovatie in 2009 is het aantal ongevallen afgenomen. De Put – gebouwd in de jaren 1920 – dankt zijn naam aan het feit dat een onderdoorgang onder de treinsporen Den Haag – Rotterdam gebouwd moest worden om een verbinding te maken naar het zich uitbreidende industriegebied Laakhaven. Om onder het spoor door te komen moesten ook de Vaillantlaan en de Parallelweg worden verdiept, zodat in de volksmond de naam "de put" ontstond. Vaak stond de Put bij regenval onder water, en regelmatig reed een vrachtwagen zich klem onder het 3,70 meter lage viaduct.
Op 12 november 1906 werd tramlijn 6 van de HTM in dienst gesteld op het traject Station Hollands Spoor – Plein via de Parallelweg, Vaillantlaan en Hobbemastraat, op 1 mei 1911 gevolgd door lijn 12 (Station HS – Regentesselaan) die bij de Van der Vennestraat de Vaillantlaan verliet om op het Hobbemaplein te komen. Het trajectgedeelte van lijn 12 door de wijk werd op 6 juli 1969 vervangen door een traject langs de wijk, conform aan lijn 11. En dat is nog steeds zo. Lijn 6 verliet de route over de Vaillantlaan op 22 september 1916 toen zij over de gehele Hobbemastraat naar het Hobbemaplein en verder naar de Regentesselaan werd verlegd. Daar rijdt zij nog steeds. Aan de noordkant van de wijk – de omgeving van het Oranjeplein – reden de lijnen 2 en 10. Deze lijnen verbonden het zuidwestelijk deel van het centrum via Boekhorststraat en Oranjeplein met het station HS. Lijn 10 verliet de kronkelroute via Tullingstraat en Van Limburg Stirumstraat in 1931 en ging de hele Koningsstraat uitrijden om over de Parallelweg het station te bereiken. De door velen betreurde verlegging van lijn 10 op 24 september 1965 waarbij de Boekhorststraat en Koningsstraat tramloos werden, wordt als een van de oorzaken van de verloedering van de Boekhorststraat als winkelstraat gezien.
Buslijnen R en later 27 en 28 verbonden vanaf 1948 het centrum met de zuidwestelijke nieuwbouwwijken. De invoering van de eerste fase van het Plan Lehner betekende dat beide buslijnen niet meer over de Vaillantlaan werden gevoerd. In plaats van lijn 27 kwam buslijn 22, terwijl lijn 28 werd opgevolgd door lijn 5 over de Parallelweg, die dus langs de wijk reed en er niet binnenkwam. In een later stadium werd bus 5 vervangen door tramlijn 9 en namen twee buslijnen van de toenmalige busmaatschappij Westnederland de route van lijn 22 over. Het nummer werd 58, en in 1983 werd dit 130. Na diverse wisselingen werd dit lijn 51 van EBS. Buslijn 18 reed sinds 1965 via De Put en de Parallelweg naar het Station HS en werd op 22 april 2014 over de Waldorpstraat geleid. Omdat daarmee de route over de Parallelweg verviel werd het openbaar vervoeraanbod hiermee in de wijk verder verminderd. In het tramplan 1927 was een zomerlijn 19 voorzien die onder het viaduct door zou rijden, tussen Spoorwijk en de haven in Scheveningen (Kranenburgweg). Wegens de naderende crisis werd dit een van de niet gerealiseerde lijnen, maar er heeft wel nog jarenlang rails onder het viaduct gelegen.

## Nieuwbouw
De plannen voor nieuwbouw in de Schilderswijk dateren uit de jaren zestig van de 20e eeuw. De nieuwbouw startte in 1973 met het eerste nieuwbouwplan in de Schilderswijk rond het Oranjeplein. Het project Oranjeplein telde 444 woningen aan de Jacob Catsstraat en de Hoefkade. Het vormde de opmaat voor een zeer ingrijpende stadsvernieuwing die meer dan 30 jaar zou duren en zijn hoogtepunt had in de jaren tachtig. In een paar jaar tijd maakte veel oudbouw plaats voor nieuwbouw, vooral bestaande uit sociale huurwoningen - slechts een klein deel van de bestaande woningen werd gerenoveerd. Hele straten zien er sindsdien anders uit. Aanjager en bepleiter van de stadsvernieuwing in Den Haag was de toenmalig PvdA-wethouder Adri Duivesteijn. Duivesteijn was opgegroeid in de Schilderswijk en wilde de wijk opknappen, hij streefde naar ‘stadsvernieuwing met allure’. Volgens Duivesteijn voldeden de oude woningen in de wijk niet meer aan de eisen van de moderne tijd en werden er veel te hoge huren gevraagd voor verloederde huizen. Hij wilde fatsoenlijke huizen die pasten bij de cultuur van de wijk.
Of de stadsvernieuwing inderdaad allure heeft gekregen, wordt betwist. Er zijn veel sobere appartementsgebouwen neergezet. Duivesteijn betuigde later spijt van de stadsvernieuwing in de wijk, in een interview in de Groene Amsterdammer in 1996 zei hij: "Ik zag met schrik dat door de nieuwbouw heel veel kapotgemaakt werd. Daar word je met al je idealen natuurlijk ontzettend agressief van, maar er is nu eenmaal geen vooropleiding voor wethouder." In de Schilderswijk bestaan nu nog slechts enkele straten met oude huizen. De stadsvernieuwing duurde decennia en werkte, zeker in de eerste tien jaar, destructief door het afbreken van sociale verbanden en door de leegstand, wat daklozen, krakers en drugsverslaafden aantrok. Vanaf 2000 werden enkele stadsvernieuwingsprojecten uit de jaren tachtig alweer gesloopt vanwege de goedkope bouw en de weinig positieve uitstraling.

## Sociale structuur
Naast de bebouwing veranderde ook de bevolkingssamenstelling van de Schilderswijk. Vanaf de jaren zeventig vestigden zich meer en meer migranten met een niet-westerse migratieachtergrond in de wijk. De Schilderswijk veranderde van een volksbuurt in een multiculturele wijk, in 2008 had ruim 90% van de geregistreerde bewoners een migratieachtergrond
Door de migratie veranderde de wijk niet alleen fysiek maar ook sociaal. De investeringen die de overheid deed in stadsvernieuwing losten de problemen in de wijk niet op, het aantal werklozen bleef hoog, de wijk verloederde alweer snel, de criminaliteit nam toe en er was overlast van drugsverslaafden, vandalisme en graffiti. Het antwoord van de gemeente was een sociale wijkaanpak, waarbij welzijnsinstellingen en woningbouwverenigingen werden ingezet. De aanpak bestond vooral uit leefbaarheidprogramma’s. Zo werden bijvoorbeeld veel bewonersactiviteiten gesubsidieerd om de sociale cohesie in de wijk te verstevigen. Ook werden veel kleine aanpassingen uitgevoerd om de sociale veiligheid te vergroten en de vervuiling tegen te gaan, bijvoorbeeld door betere verlichting en meer vuilnisbakken.
Ook de oprichting van het Volksbuurtmuseum, het Buurtbeheerbedrijf Schilderswijk, de bouw van een hamam en een buurtzwembad waren voorbeelden van activiteiten die de sociale structuur in de Schilderswijk weer vorm moesten geven. De mobiliteit binnen de wijk bleef echter groot, elk jaar verwisselt zo'n 30% van de woningen in de wijk van bewoners en dat komt de saamhorigheid in de buurt niet ten goede. Veel bewoners vertrekken naar buiten de wijk en maken weer plaats voor nieuwe migranten; dat heeft weer een negatieve invloed op de sociale cohesie in de buurt en het contact met de gemeente en andere instellingen. De Schilderswijk was en bleef een van de armste wijken in Nederland.

De wijk kwam onterecht in een kwaad daglicht door een in Trouw gepubliceerd artikel dat suggereerde dat (een deel van) de wijk zou worden gedomineerd door orthodoxe moslims. Dit artikel leidde tot Kamervragen en vicepremier Lodewijk Asscher, Tweede Kamerlid Geert Wilders en een aantal gemeentelijke politici brachten een bezoek aan de Schilderswijk. Anderhalf jaar later trok Trouw het artikel terug en ontsloeg auteur Perdiep Ramesar omdat hij verhalen had verzonnen. Bewoners van de wijk en de redactie van Trouw gaven in open brieven aan met elkaar in gesprek te willen. Op 15 mei 2015 rectificeerde Trouw voor een groot gedeelte haar verhalen door middel van een 28 pagina grote bijlage in de ‘De Verdieping’.
Op 24 juli 2014 vond in de Schilderswijk een grote pro-IS demonstratie plaats waarbij 'dood aan de Joden' wordt gescandeerd.
In de zomers van 2015 en 2020 vonden in de wijk hevige rellen plaats.

## De 21ste eeuw
De Schilderswijk is nog steeds een van de armste wijken van Nederland. De werkloosheid is hoog, veel mensen zijn afhankelijk van een uitkering. In 2006 had 70% van de inwoners van de Schilderswijk een laag inkomen, 25% een middeninkomen en 5% een hoog inkomen. In 2007 verrichtten 3.450 bewoners betaalde arbeid als werknemer of zelfstandige, de omvang van de potentiële beroepsbevolking (het aantal personen in de leeftijd 15-64 jaar) was in 2008 22.253. Van alle huishoudens in de Schilderswijk leefde in 2007 42% op de armoedegrens tegen 16% in de gemeente Den Haag.
Meer dan 90% van de geregistreerde bewoners is van niet-Westerse afkomst — met name Turks, Marokkaans en Surinaams. Van de woningvoorraad is ongeveer 25% particulier eigendom, deze worden vaak verhuurd. De overige woningen zijn in het bezit van woningcorporatie Haag Wonen. Vooral in het oostelijk deel van de Schilderswijk (rond het Oranjeplein en Station Hollands Spoor) zijn enkele problemen inmiddels aangepakt, zo is het Oranjeplein vernieuwd, zijn er grotere woningen gebouwd waaronder koopwoningen, bijvoorbeeld het nieuwbouwproject Mirador. De prostitutie in de Poeldijksestraat is verdwenen, deze straat is hernoemd en heet nu Wolterbeekstraat.
In de Schilderswijk wonen mensen uit veel verschillende culturen en in de wijk zijn naast kerken ook een aantal moskeeën te vinden. De opvallendste kerk is de R.K. Heilige Marthakerk aan de Hoefkade. De bekende As-Soennah moskee staat aan de Fruitweg. Het winkelaanbod is afgestemd op de multiculturele samenleving in de wijk, er is een grote keuze in voedselaanbod, cafés, kleine restaurants, bars en supermarkten. In het Transvaalkwartier, grenzend aan de Schilderswijk, is 4 maal per week De Haagse Markt die veel bezoekers trekt en een sterk multicultureel karakter heeft. Station Hollands Spoor ligt aan de oostelijke rand van de wijk, de Haagse binnenstad is niet ver weg. Er is, afhankelijk van de plaats waar men wenst op te stappen en de gewenste bestemming, een hoge dichtheid aan openbaar vervoer.
Al in de 20ste eeuw was er een gemeentelijke bibliotheek aan de Koningsstraat. De gemeente voerde per 1 januari 2013 in het kader van het ‘Nieuw Spreidingsplan Haagse Bibliotheken’ de sluiting uit van zes wijkbibliotheken, waaronder die in de Schilderswijk. Deze sluiting was het gevolg van het toenmalig coalitieakkoord waarin afgesproken was twee miljoen euro te besparen op openbare bibliotheken. Vier van de zes te sluiten bibliotheken bevonden zich in achterstandswijken. Voor kinderen in de basisschoolleeftijd en voor weinig mobiele ouderen werd een kleine buurtbibliotheek geopend met zeer beperkte openingstijden in het gebouw van De Mussen aan de Hoefkade. In de loop van 2015 gaat de bibliotheek Schilderswijk weer open op de oude plek aan de Koningstraat.

### Plannen
In het 'Stadsdeelplan Stadsdeel Centrum' van 2007 zijn de grootste problemen van de wijk geïnventariseerd: er is verloedering, overlast door groepen jongeren, drugsgerelateerde problematiek en overlast door illegale bewoning. Uit cijfers van de politie bleek dat aangiften rond mishandeling, bedreiging en inbraak waren toegenomen. In het 'Actieplan Krachtwijken' van juli 2007 is de Schilderwijk aangewezen als een van de 40 'krachtwijken' oftewel vogelaarwijk. Bewoners en instellingen stelden samen het 'Verdrag van de Schilderswijk' op waarin ze schetsten hoe de Schilderswijk er over tien jaar uit moet zien.

## Demografie
In 2015 telt de Schilderwijk 31.639 inwoners, hiervan heeft 8,5% twee ouders die in Nederland geboren zijn, en 90,5% ten minste één ouder die in het buitenland geboren is. Ter vergelijking: in de hele gemeente Den Haag had in 2015 48,8% van de bevolking twee ouders die in Nederland geboren waren, en 51,2% ten minste één ouder die in het buitenland geboren was.
Hieronder een overzicht van de etnische groepen in 2008 en 2015.
| Bevolking naar migratieachtergrond | % (2008) | aantal (2008) | % (2015) | aantal (2015) |
| ---------------------------------- | -------- | ------------- | -------- | ------------- |
| Turkije                            | 26,2     | 8.600         | 27,4     | 8.662         |
| Marokko                            | 22,5     | 7.380         | 22,9     | 7.235         |
| Suriname                           | 20,4     | 6.690         | 17,3     | 5.463         |
| Geen                               | 9,4      | 3.083         | 8,5      | 2.704         |
| Nederlandse Antillen               | 3,7      | 1.213         | 2,9      | 904           |
| overige 'niet-westerse' landen     | 14       | 4.592         | 14,3     | 4.525         |
| overige 'westerse' landen          | 3,8      | 1.246         | 6,8      | 2.146         |

Aandeel van de Schilderwijkse bevolking waarvan beide ouders in Nederland waren geboren:
| jaartal | aantal | percentage |
| ------- | ------ | ---------- |
| 1995    | 7365   | 22,7%      |
| 1997    | 6200   | 19,2%      |
| 2000    | 4743   | 14,4%      |
| 2003    | 3867   | 11,8%      |
| 2006    | 3488   | 10,5%      |
| 2009    | 3097   | 9,1%       |
| 2012    | 2895   | 8,8%       |
| 2015    | 2704   | 8,5%       |

## Bezienswaardigheden
- Den Haag Hollands Spoor aan de Stationsstraat, gebouwd in 1891 in neorenaissancestijl
- Zcala, aan de Hobbemastraat 120. Sinds 2004 is Zcala de naam voor het voormalige Volksbuurtmuseum. Zcala exposeert allochtone en autochtone kunst van vroeger en nu.
- De Heilige Marthakerk aan de Hoefkade 623, gebouwd door Nicolaas Molenaar in 1909
- Het Fort rond het Jacob van Campenplein, gebouwd in 1890 in neorenaissancestijl
- De Van Ostadewoningen aan de Jacob Catsstraat, Hannemanstraat en Van Ostadestraat heten tegenwoordig 'Wijnand Esserhof'. Het hof werd in 1886-1898 gebouwd voor joodse inwoners van Den Haag; de bestemming is nog te herkennen aan de davidsterren in een aantal gevels. Het hof was bedoeld als uitbreiding van de Haagse Jodenbuurt.

## Bekende Nederlanders uit de Schilderswijk
- Theo van der Burch
- Koos Hertogs
- Harrie Jekkers
- Jan Ligthart
- Camilla Meurer
- Adrian Stahlecker
- Gamze Tazim